# Mick Taylor

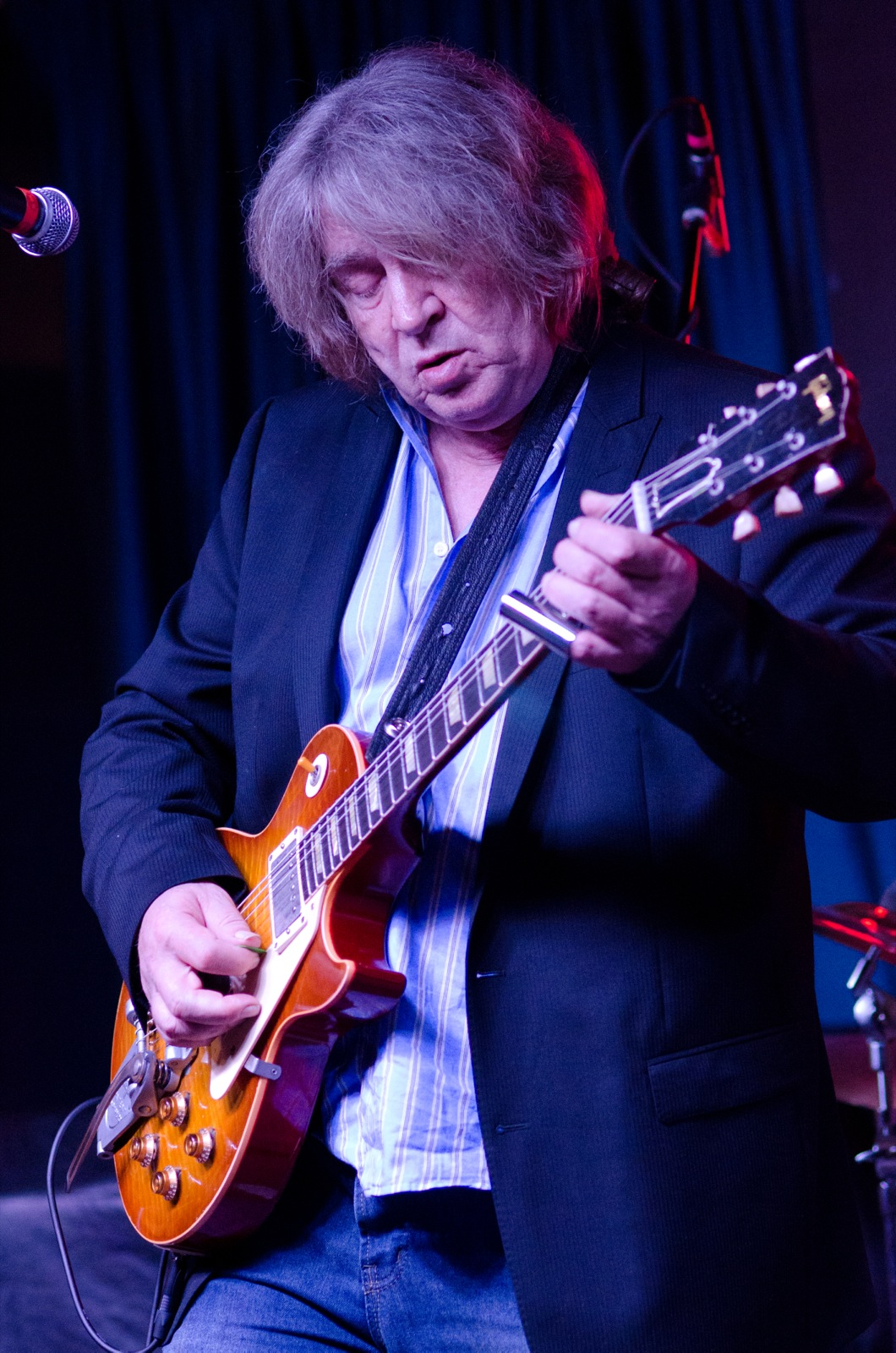
Mick Taylor (2012)

Michael „Mick“ Kevin Taylor, Spitzname Little Mick (* 17. Januar 1949 in Welwyn Garden City, Hertfordshire, England) ist ein britischer Musiker. Bekannt wurde er vor allem als Leadgitarrist der Blues- und Rockband The Rolling Stones 1969–1974. Taylor spielt auch Piano, Bass und Schlagzeug.

## Leben
Mick Taylor gründete 1965 zusammen mit dem späteren Uriah-Heep-Mitglied Ken Hensley die Band The Gods. Zu den weiteren Musikern gehörten Greg Lake und John Glascock. Taylor verließ die Band und nahm 1967 ein Angebot von John Mayall an, in dessen Band The Bluesbreakers als Nachfolger von Peter Green einzusteigen.

### Gitarrist bei den Rolling Stones

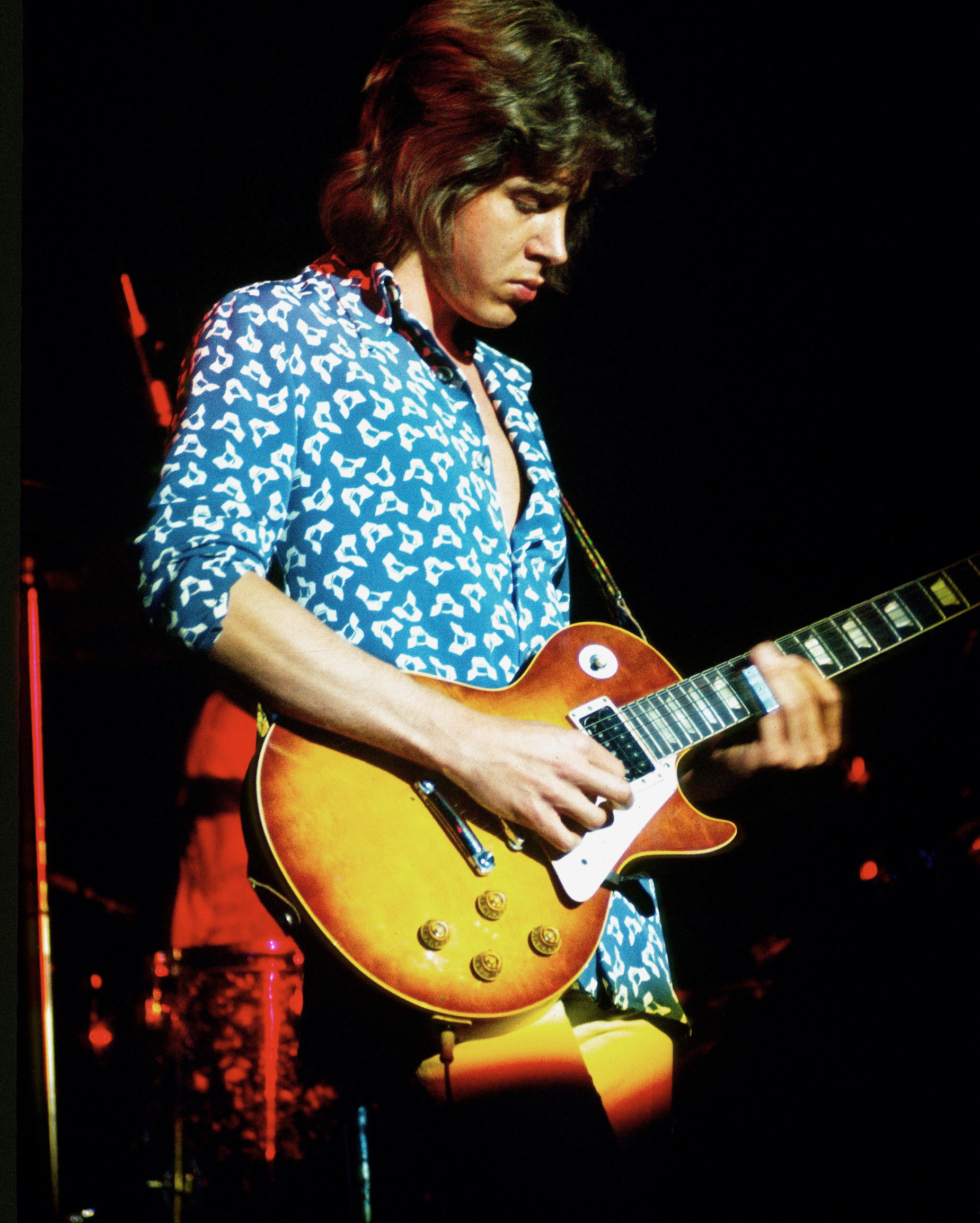
Mick Taylor während eines Konzerts der Rolling Stones (San Francisco, 1972)

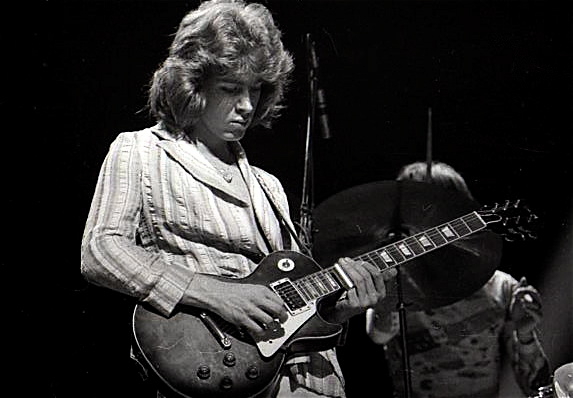
Taylor in den 1970er Jahren

Noch als Gitarrist bei John Mayall erhielt Taylor das Angebot, neuer Gitarrist bei den Rolling Stones zu werden, die sich am 8. Juni 1969 von Brian Jones trennten. Er nahm das Angebot an und trat erstmals am 5. Juli 1969 als offizielles Bandmitglied mit den Stones auf. Das Konzert fand im Londoner Hyde Park vor etwa 500.000 Menschen statt. Wegen des plötzlichen Todes von Brian Jones zwei Tage zuvor wurde das Konzert dem ehemaligen Gitarristen und Mitgründer der Rolling Stones gewidmet.
Bereits einen Monat zuvor hatte Taylor mit den Rolling Stones gearbeitet. Taylor spielte die Overdubs für zwei Titel – Country Honk und Live With Me – auf dem Album Let It Bleed ein. In der folgenden Woche wurde eine neue Version des Songs Country Honk erarbeitet, für die Taylor ein neues Riff schrieb, nachdem er mit der ursprünglichen Version experimentiert hatte. Die neue Version des Liedes wurde unter dem Titel Honky Tonk Women veröffentlicht und sprang sofort nach ihrer Veröffentlichung im Juli 1969 an die Spitze der Charts.
Ähnlich wie Bill Wyman erschien Taylor auf der Bühne als introvertierter Musiker, der Mick Jagger und Keith Richards die Show überließ. Sein Zusammenspiel mit dem Rhythmusgitarristen Richards trieb die Band in einen raueren, bluesorientierteren Sound. Etwa 1970 begannen Jagger und Taylor damit, intensiver zusammenzuarbeiten, weil Richards wegen seiner zunehmenden Drogenabhängigkeit immer seltener zu Studioterminen erschien. Ohne Richards nahmen Taylor und Jagger Songs wie Sway, Moonlight Mile, Winter, Till the Next Goodbye und Time Waits for No One auf, ohne dass Taylor je eine Bestätigung in Form von Tantiemen für seine Beteiligung an der Entstehung dieser Titel erhielt. Einzige Ausnahme bildete der Song Ventilator Blues aus dem Album Exile on Main Street (1972).
Im Dezember 1974 verkündete Taylor, dass er die Rolling Stones verlassen wolle. Ursache für diesen Entschluss war unter anderem Taylors zunehmende Frustration über die Art und Weise, in der Jagger und Richards seine künstlerischen Beiträge übergingen. Beispielsweise wurde Taylor nie als Mitautor der Songs genannt, für die er wichtige Beiträge geleistet hatte. Außerdem verschlechterte sich sein Verhältnis zu Richards in dieser Zeit immer mehr, was sich bei letzterem in zunehmenden Nörgeleien an Taylors Spielweise äußerte. Auf einer Party in London teilte Taylor schließlich Jagger seinen Entschluss mit. Taylors Ausstieg kam für die Rolling Stones zum ungünstigsten Zeitpunkt. Die Band musste in Kürze mit den Aufnahmen für ein neues Album in den Musicland Studios von Giorgio Moroder in München beginnen. Für die Aufnahmen wurde eine Reihe von Gastgitarristen verpflichtet. Unter diesen waren auch Ry Cooder und Ron Wood, der später Taylors Nachfolger bei den Rolling Stones wurde.
Nach seinem Ausstieg war Mick Taylor noch auf dem Stones-Album Tattoo You (1981) zu hören, wo er Gitarre auf Tops und Waiting on a Friend spielt. Allerdings handelte es sich hierbei nicht um neue Aufnahmen, sondern um Titel vergangener Sessions, bei denen Taylor noch Mitglied der Rolling Stones war; die Band hatte keine Zeit gehabt, neue Titel zu schreiben und gleichzeitig eine Tournee vorzubereiten.
In einem Artikel über die Rolling Stones, der nach dem Ausstieg Taylors erschien, schrieb der Musikkritiker Robert Palmer (The New York Times), dass „Taylor der beste Techniker ist, der je bei den Stones gespielt hat. Ein Bluesgitarrist mit einem Gespür eines Jazzmusikers für melodische Erfindungen, Taylor war nie ein Rock ’n Roller und nie ein Showman.“

### Solokarriere

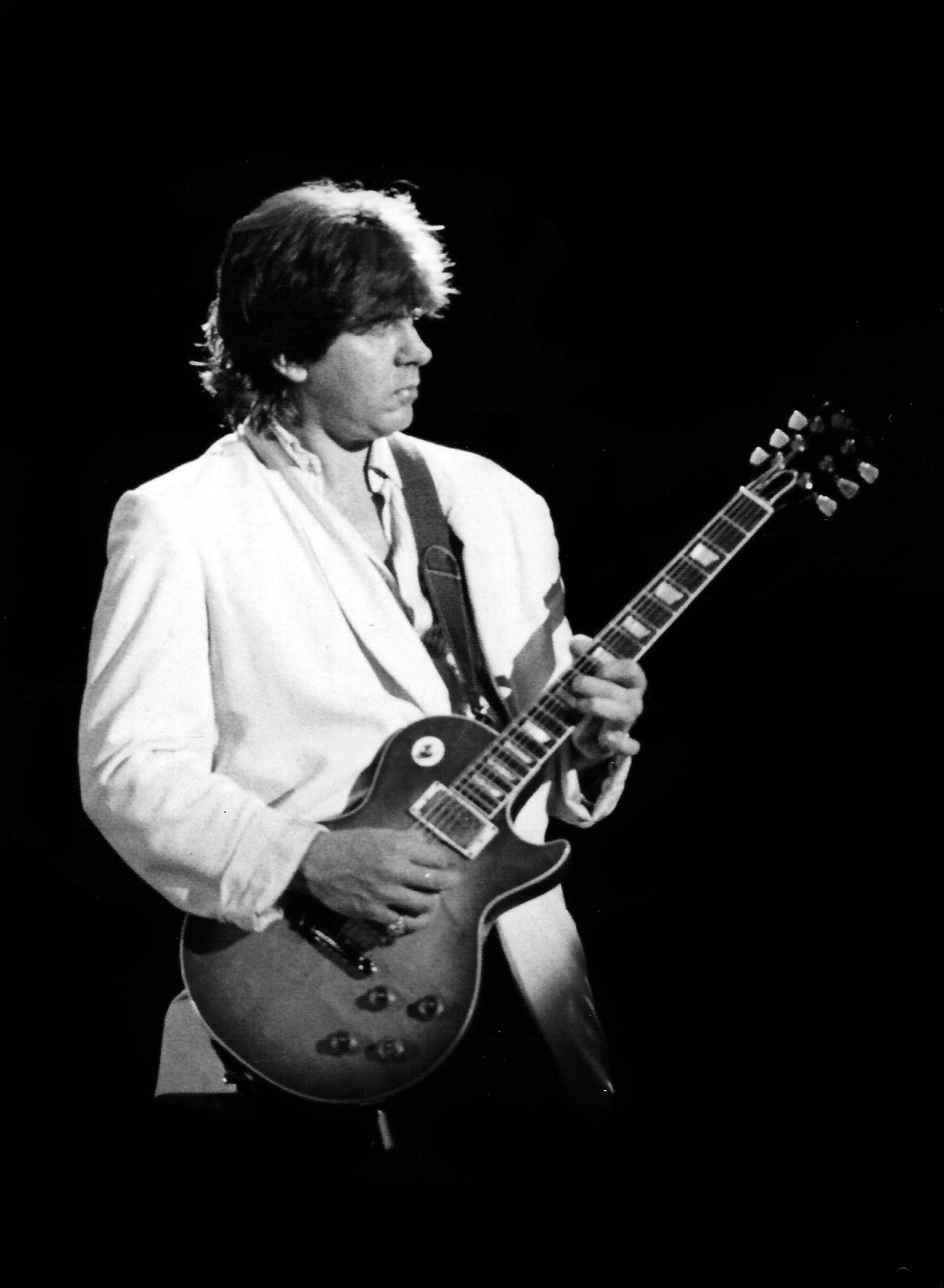
1984

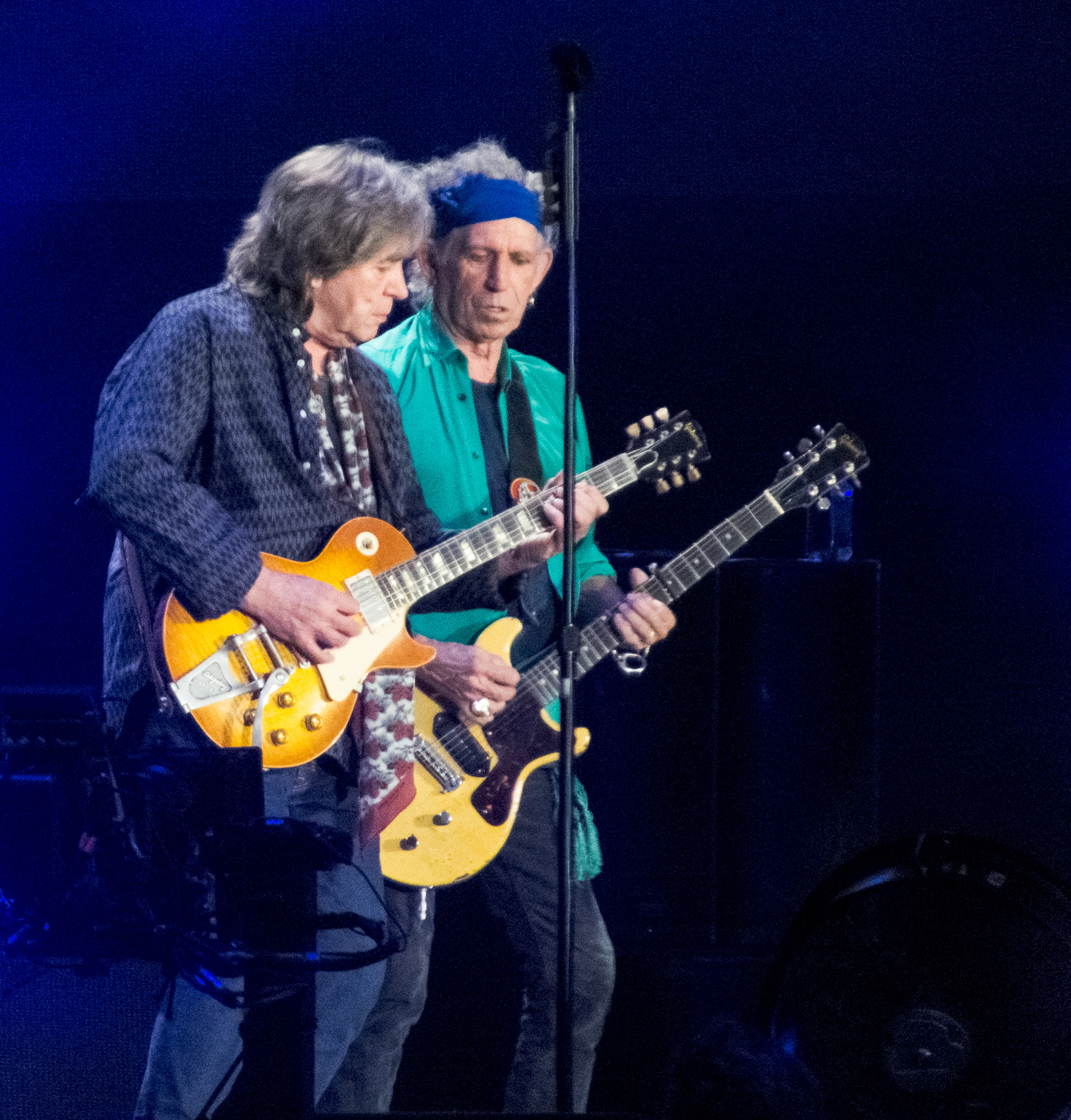
Als Gastmusiker der Rolling Stones. Rechts Keith Richards (Hyde Park, 2013)

Im Vergleich zu seinen sechs Jahren mit den Rolling Stones sind die Solotätigkeiten von Mick Taylor von Presse und Publikum weit weniger beachtet worden, obwohl er seitdem an einer Vielzahl von Projekten gearbeitet hat. Im Juni 1973 bat Richard Branson Taylor, an der Live-Premiere von Mike Oldfields Tubular Bells in der Londoner Queen Elizabeth Hall teilzunehmen. Ebenfalls 1973 war Mick Taylor auf dem Soloalbum The Tin Man was a Dreamer des Pianisten Nicky Hopkins sowie auf dem Livealbum von Billy Preston zu hören, das während dessen Tour als Vorgruppe der Rolling Stones im gleichen Jahr aufgenommen wurde.
Nachdem Taylor die Stones verlassen hatte, gründete er mit Jack Bruce, Carla Bley und dem Schlagzeuger Bruce Gary die Jack Bruce Band. Die Band ging im Jahre 1975 auf eine Europatour. Der Versuch, an die Erfolge der legendären Supergruppe Cream anzuknüpfen, war jedoch zum Scheitern verurteilt. Trotz vielversprechender Konzerte kamen die geplanten Studioaufnahmen aufgrund wachsender Differenzen zwischen Mick Taylor und Jack Bruce nicht zustande – mit Ausnahme des Titels Without a Word von 1974. Die Aufnahmen wurden erst 1995 auf dem Jack Bruce Album Live On The Old Grey Whistle Test (Sieben Titel mit Taylor an der Gitarre) und 2003 auf dem Album der Jack Bruce Band – Live at Manchester Free Trade Hall ’75 offiziell veröffentlicht.
Im Jahr 1977 unterzeichnete Mick Taylor einen Vertrag mit CBS Records in New York. Im Dezember 1978 stellte er in einer Serie von Interviews mit verschiedenen Musikzeitschriften sein Soloalbum Mick Taylor vor, das 1979 veröffentlicht wurde. Das Album wurde zwar von der Kritik hoch gelobt, war kommerziell jedoch eine Enttäuschung.
Als Solokünstler war Mick Taylor nur mäßig erfolgreich. Er arbeitete unter anderem mit Lowell George von der amerikanischen Band Little Feat, John Phillips von The Mamas and the Papas, ging auf Tournee mit Alvin Lee (1981), machte eine World-Reunion-Tournee mit John Mayall und John McVie und spielte im Studio (Infidels, 1983) und auf Tournee mit Bob Dylan (Real Live, 1984) zusammen.
Nach seinem Austritt aus den Rolling Stones arbeitete Mick Taylor gelegentlich mit einzelnen oder mehreren seiner früheren Bandkollegen zusammen, und er spielt bei seinen Konzerten immer wieder einige Lieder der Rockband (z. B. Jumpin’ Jack Flash, Can’t You Hear Me Knocking oder No Expectations).
Am 14. Dezember 1981 stand Taylor fast während des gesamten Konzerts der Rolling Stones in der Kemper Arena in Kansas City mit der Band auf der Bühne. Sein Gastauftritt ließ bei einigen Fans Hoffnungen aufkeimen, dass er wieder Mitglied der Gruppe werden würde; diese Hoffnungen erfüllten sich allerdings nicht.
Am 28. Dezember 1986 erschien bei Mick Taylors Konzert im New Yorker Lone Star Cafe Keith Richards an Taylors Seite, um mit diesem Key to the Highway und Can’t You Hear Me Knocking zu spielen. Taylor ist auch auf Richards’ erstem Soloalbum Talk Is Cheap in dem Stück I Could Have Stood You Up zu hören. In den frühen 1990er Jahren spielte Taylor in Bill Wymans Soloprojekt Rhythm Kings.
Im Jahr 1989 wurde Mick Taylor gemeinsam mit den Rolling Stones in die Rock and Roll Hall of Fame aufgenommen. Im November und Dezember 2012 sowie im Mai 2013 trat Taylor nochmals zusammen mit den Rolling Stones während deren Jubiläumskonzerten zum 50-jährigen Bestehen der Band auf. Auch an der 14 on Fire Tour nahm er teil. Seitdem hat sich Taylor weitgehend aus der Öffentlichkeit zurückgezogen.
Die Musikzeitschrift Rolling Stone listete Taylor 2011 auf Rang 37 der 100 größten Gitarristen aller Zeiten.

## Diskografie

### Solo-Alben
- 1979: Mick Taylor (CBS / Columbia)
- 1990: Stranger in this Town (Maze Records)
- 1999: A Stone’s Throw (Cannonball Records)

### Mit John Mayall’s Bluesbreakers
- Crusade (Decca, 1967/LP; 1987/CD)
- The Diary of a Band, Volumes 1 & 2 (Decca, 1968/2LP; 2007/2CD)
- Bare Wires (Decca, 1968/LP; 1988/CD)
- Blues from Laurel Canyon (Decca, 1968/LP, 1989/CD)
- The 1982 Reunion Concert (Repertoire, 1994/CD) – mit John Mayall, John McVie und Colin Allen

### Mit The Rolling Stones
- Through the Past, Darkly (1969) (Kompilation) UK/US #2

Taylor spielt bei Honky Tonk Women.
- Let It Bleed (1969) UK #1 / US #3

Taylor spielt bei Country Honk und Live with Me.
- Get Yer Ya-Ya’s Out! (1970) UK #1 / US #6
- Sticky Fingers (1971) UK/US #1
- Gimme Shelter (1971, Kompilation) UK #19
- Hot Rocks 1964–1971 (1972, Kompilation) UK #3 / US #4
- Exile on Main St. (1972) UK/US #1
- Rock ’n’ Rolling Stones (1972, Kompilation) UK #41
- Goats Head Soup (1973) UK/US #1
- It’s Only Rock ’n’ Roll (1974) UK #2 / US #1
- Made in the Shade (1975, Kompilation 1971–74) UK #14 / US #6
- Metamorphosis (1975) UK #45 / US #8

Taylor spielt bei I Don’t Know Why und Jiving Sister Fanny.
- Rolled Gold: The Very Best of the Rolling Stones (1975, Kompilation) UK #7
- Get Stoned (30 Greatest Hits) (1977, Kompilation) UK #8
- Sucking in the Seventies (1981, Kompilation 1974–1981) US #15
- Tattoo You (1981) UK #2 / US #1

Taylor spielt bei Tops und Waiting on a Friend.
- In Concert (1982) (Live-Kompilation 1966–1969) UK #94
- Story of the Stones (1982, Kompilation) UK #24
- Rewind (1971–1984) (1984, Kompilation 1971–83) UK #23 / US #86
- Singles Collection: The London Years (1989, Kompilation 1963–71) US #91
- Jump Back: The Best of The Rolling Stones (1993, Kompilation 1971–89) UK #16 / US #30
- Forty Licks (2002, Kompilation 1964–2002) UK/US #2
- Rarities 1971–2003 (2005) US #76

Taylor spielt bei Let It Rock (live 1971) und der 1974er B-Seite Through the Lonely Nights.
- Exile On Main St. (Rarities Edition) (2010) US #27

Taylor spielt bei Pass The Wine (Sophia Loren), Plundered My Soul, I’m Not Signifying, Loving Cup (Alternate Take), Soul Survivor (Alternate Take) und Good Time Women.
- Brussels Affair (2011) 1973er Live-Auftritt
- Grrr! (2012) (Kompilation 1963–2012) UK #3 / US #19
- Hyde Park Live (2013, 2013er Live-Auftritt) UK #16 / US #19

Taylor spielt Gitarre bei Midnight Rambler, Akustik-Gitarre und Gesang bei (I Can’t Get No) Satisfaction

### Mit Jack Bruce
- Live on the Old Grey Whistle Test (Strange Fruit, 1995). Titel von mehreren Whistle-Test-Shows, aufgenommen zwischen 1975 und 1981. Auf sieben dieser Lieder spielt Taylor Gitarre.
- Live at the Manchester Free Trade Hall (2 CD, Polydor, 2003)

### Mit Bob Dylan
- Infidels (1983)
- Real Live (1984)
- Empire Burlesque (1985)

Taylor spielt Gitarre bei Tight Connection to My Heart (Has Anybody Seen My Love).
- The Bootleg Series Vol. 1–3 (Rare & Unreleased) 1961–1991 (1991)

## Sessionen
- Tubular Bells Premiere Mike Oldfield (June '73) Queen Elizabeth Hall
- Tubular Bells (Mike Oldfield) Telecast Tubular Bells Part One and Tubular Bells Part Two. Recorded at BBC Broadcasting House November
- The Tin Man Was A Dreamer (Nicky Hopkins) (1973)
- London Underground – Herbie Mann (Atlantic, 1973)
- Waiting for Columbus (Little Feat) (1978) double CD released 2002
- Expresso II (Gong) (1978)
- 1989: Have Blues Will Travel – Speedo „Harmonica“ Jones & MT
- 1990: Live – Carla Olson & MT (als Japan-CD + 1 Bonus-Track)
- 1993: Within an Ace – Carla Olson feat. MT
- 1993: Once in a Blue Moon – Gerry Groom, MT and Friends (als Blue Vinyl LP + 3 Bonustracks)
- 1995: Coastin’ Home (als Japan-CD + 1 Bonus-Track)
- 1997: Taylormade – Black Cat Bone feat. MT
- 1997: Live Plus Interview (Leverkusen 1997)
- 2001: The Ring of Truth – Carla Olson feat. MT
- 2001: Mick & I – Miyuki feat. MT
- 2003: The Turning Point – Peter Karp and The Roadshow Band with MT
- 2007: Little Red Rooster (Recorded Live in Hungary, 2001)
- 2008: Too Hot for Snakes-Plus – Carla Olson & MT (2 CD Set)
- 2008: Family Meeting-Wentus Blues Band & MT (RUF 2 CDs + DVD) mit Louisiana Red, Kim Wilson, Lazy Lester
- 2011: Stinky Fingers – Anthony Thistlethwaite and MT (nur als Internet-Download)
- 2011: Mick Taylor (dig. rem. + 1 Bonus-Track – Leather Jacket [Vinyl-Promo Version])
- 2011: The BBC Sessions – Stephen Dale Petit feat. MT
- 2012: Too Hot for Snakes/The Ring of Truth – Carla Olson & MT (2 CDs – mit 3 Bonustracks und einem Titel als Long Version)

### Singles
- 1979: Leather Jacket (Vinyl-Promo)
- 1990: Lone Star Roadhouse (3″-Japan-CD mit 2 Tracks)
- 1990: Sway/Silver Train – MT & Carla Olson
- 1996: Mick Taylor All Star Blues Band (Promo-CD mit 4 Tracks)
- 2005: It’s Only Thunder – Penni Colman feat. MT (nur als Internet-Download)
- 2013: Holla – Stephen Dale Petit feat. MT (Promo-CD mit 1 Track)